# Greatest Hits (musikalbum av Mötley Crüe)
Greatest Hits är ett samlingsalbum av det amerikanska rockbandet Mötley Crüe, utgivet 14 november 1998. Det innehåller två nyinspelade låtar, "Bitter Pill" och "Enslaved"

## Låtlista
1. "Bitter Pill" - 4:26
2. "Enslaved" - 4:29
3. "Girls, Girls, Girls" - 4:30
4. "Kickstart My Heart" - 4:43
5. "Wild Side" - 4:36
6. "Glitter" - 5:40
7. "Dr. Feelgood" - 4:42
8. "Same Ol' Situation" - 4:14
9. "Home Sweet Home" - 3:56
10. "Afraid" - 4:07
11. "Don't Go Away Mad (Just Go Away)" - 4:39
12. "Without You" - 4:28
13. "Smokin' in the Boys Room" - 3:26
14. "Primal Scream" - 4:46
15. "Too Fast for Love" - 3:20
16. "Looks That Kill" - 4:00
17. "Shout at the Devil '97" - 3:43